# Ло Пінь
Ло Пінь (羅聘, 1733 —1799) — китайський художник часів династії Цін, представник ґуртка «Вісім диваків з Янчжоу».

## Життєпис
Народився 1733 році в Янчжоу (провінція Цзянсу). Його родина походила з провінції Аньхой. У 1734 році втратив батька, а згодом й мати. У 1752 році він одружується. У 1757 році стає учнем учнем відомого художника на ім'я Цзінь Нун. Після смерті останнього у 1763 році Ло Пінь тричі бував у Пекіні, провівши там в загальній складності понад двох десятків років і завівши друзів з числа вчених мужів і урядовців. Він відмовився від державної служби, заробляючи на життя продажем картин. У 1779 році на деякий час переїздить до Нанкіна. Згодом Ло Пінь багато подорожував в провінціях Чжецзян, Хубей, Хунань, Хенань, Хебей і Шаньдун. Похилі роки живописець провів у Пекіні, в бідності, і пізніше помер у 1799 році в Янчжоу.

## Творчість
Ло Пінь був майстром портрету, а також працював у жанрі «квіти і птахи». Його спеціалізацією були буддійські образи і квіти сливи.

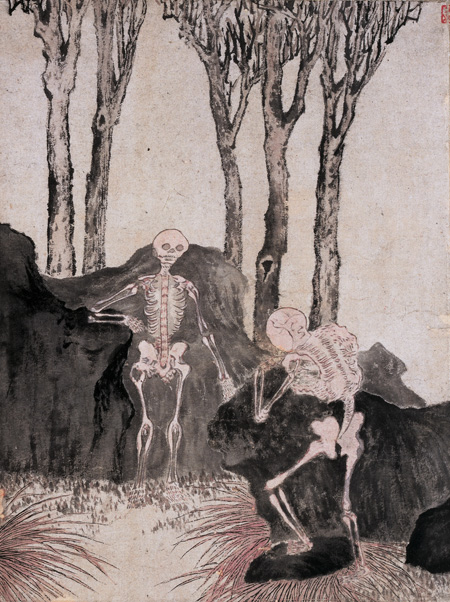
«Духи»

 Цей художник також намалював декілька картин під загальною назвою «Духи», на яких попросив відомих людей залишити свої коментарі. Його «духи» виглядали моторошно і дивно, а сам сюжет, здавалося, мався на увазі як сатира на соціальне зло того часу.